# Тоганаші (Красночетайський район)
Тогана́ші (рос. Тоганаши, чув. Туканаш) — присілок у Чувашії Російської Федерації, у складі Атнарського сільського поселення Красночетайського району.
Населення — 370 осіб (2010; 496 в 2002, 974 в 1979, 1358 в 1939, 1163 в 1926, 856 в 1897, 751 в 1869, 257 в 1795). Національний склад — чуваші, росіяни.
Національний склад (2002):
- чуваші — 98 %

## Історія
Засновано переселенцями із села Шемердяново (нині Великі Шемердяни Ядрінського району). До 1835 року селяни мали статус державних, до 1863 року — удільних, займались землеробством, тваринництвом, бондарством, ковальством, виготовленням коліс. На початку 20 століття діяло 3 вітряки та 2 водяних млини. 1890 року відкрито церковнопарафіяльну школу, з 1903 року — школа грамоти. 1930 року створено колгосп «Червоні Тоганаші». До 1918 року присілок входив до складу Курмиської волості (у період 1835–1863 років у складі Курмиського удільного приказу), до 1920 року — Красночетаївської волості Курмиського, до 1927 року — Ядринського повітів. З переходом на райони 1927 року — спочатку у складі Красночетайського, у період 1962–1965 років — у складі Шумерлинського, після чого знову переданий до складу Красночетайського району.

## Господарство
У присілку діють фельдшерсько-акушерський пункт, клуб, бібліотека, стадіон магазин.